# Orzeł (stacja kolejowa)
Orzeł, Орёл – stacja kolejowa w mieście Orzeł, w obwodzie orłowskim, w Rosji. Znajduje się tu 6 peronów. Przed dworcem znajduje się ekologiczna figura orła, w 2008 ciemna, stworzona z gałązek brzozowych, obecnie jasna z mietelnika.